# ITF feminino de Bucareste
O ITF feminino de Bucareste – ou Aquavia Trophy-Raiffeisen Bank ITF Pro, atualmente – é um torneio de tênis profissional feminino, de categoria ITF W15.
Realizado em Bucareste, na capital da Romênia, existe pelo menos desde 1997, com temporadas possuindo múltiplos eventos. Os jogos são disputados em quadras de saibro durante agosto, mas também em junho e maio, com outras três competições em 2024.

## Histórico
Majoritariamente, Bucareste abriga torneios com a premiação mais baixa do circuito ITF: de US$ 10.000 até 2016 e de US$ 15.000, quando houve um upgrade dos pagamentos, a partir de 2017. Eventualmente organizou acima disso: em quatro ocasições entre 1997 e 2000 e oito entre 2007 e 2012. O maior prize money, de US$ 100.000, ocorreu em edições de 2012, 2011 e 2009.
Foram muitas temporadas com múltiplos torneios. Chegou a ter sete em 2005 e seis em cinco oportunidades. Até 2024, com exceção dos anos de hiato, sete épocas contaram com apenas um evento: 2023, 2022, 2019, 2016, 2015, 1998 e 1997.
O saibro foi o único piso usado em todo o histórico.
Por ter torneios pequenos e recorrentes, muitos nomes do tênis romeno, que depois ascenderiam ao circuito de elite, trilharam os pequenos passos. Eventualmente voltaram a participar nas poucas ocasiões que a premiação foi maior. Esses nomes, inclusive do tênis masculino, também deram nome a edições, como Ion Țiriac, Irina-Camelia Begu, Simona Halep, Florența Mihai, Ruxandra Dragomir e Ilie Năstase.

## Finais
Edições com premiações acima de US$ 15.000

### Simples
| Ano                                     | Campeã                    | Vice-campeã               | Resultado      |
| --------------------------------------- | ------------------------- | ------------------------- | -------------- |
| 2024 (5 ago.)                           | Oana Georgeta Simion      | Ștefani Bojică            | 6–3, 6–4       |
| 2024 (17 jun.)                          | Georgia Crăciun           | Patricia Maria Țig        | 6–1, ab.       |
| 2024 (20 mai.)                          | Emily Welker              | Eva Maria Ionescu         | 6–1, 6–3       |
| 2024 (6 mai.)                           | Lavinia Tănăsie           | Karola Patricia Bejenaru  | 6–2, 2–6, 6–1  |
| 2023                                    | Anca Todoni               | Ștefania Bojică           | 6–4, 6–0       |
| 2022                                    | Chantal Sauvant           | Anastasiia Gureva         | 46–7, 6–3, 6–2 |
| Torneio não realizado entre 2021 e 2020 |                           |                           |                |
| 2019                                    | Georgia Crăciun           | Laura Schaeder            | 7–5, 6–2       |
| 2018 (20 ago.)                          | Cristina Ene              | Alexandra Damaschin       | 6–4, 1–6, 6–1  |
| 2018 (9 jul.)                           | Georgia Crăciun           | Anna Turati               | 7–5, 6–2       |
| 2017 (21 ago.)                          | Gabriela Talabă           | Victoria Bosio            | 7–5, 6–4       |
| 2017 (26 jun.)                          | Cristina Dinu             | Georgia Andreea Crăciun   | 6–3, 6–3       |
| 2016                                    | Anastasia Vdovenco        | Cristina Ene              | 6–4, 7–5       |
| 2015                                    | Diana Buzean              | Cristina Ene              | 6–3, 4–6, 6–1  |
| 2014 (8 set.)                           | Mihaela Buzărnescu        | Simona Ionescu            | 6–3, 2–6, 6–1  |
| 2014 (18 ago.)                          | Cristina Stancu           | Gabriela Talabă           | 6–4, 3–6, 6–2  |
| 2014 (23 jun.)                          | Cristina Ene              | Cristina Dinu             | 6–4, 6–3       |
| 2013 (19 ago.)                          | Cindy Burger              | Cristina Adamescu         | 6–2, 6–3       |
| 2013 (17 jun.)                          | Irina Maria Bara          | Laura Ioana Andrei        | 6–4, 6–4       |
| 2012 (13 ago.)                          | Laura Ioana Andrei        | Catherine Chantraine      | 6–0, 6–1       |
| 2012 (16 jul.)                          | María Teresa Torró Flor   | Garbiñe Muguruza          | 6–3, 4–6, 6–4  |
| 2011 (22 ago.)                          | Viktoriya Kutuzova        | Laura Ioana Andrei        | 6–2, 7–5       |
| 2011 (8 ago.)                           | Cristina Dinu             | Andreea Mitu              | 7–65, 6–4      |
| 2011 (18 jul.)                          | Irina-Camelia Begu        | Laura Pous Tió            | 6–3, 7–5       |
| 2011 (23 mai.)                          | Elora Dabija              | Laura Ioana Andrei        | 6–4, 6–2       |
| 2010 (20 set.)                          | Mădălina Gojnea           | Kristína Kučová           | 6–4, 6–4       |
| 2010 (16 ago.)                          | Ingrid-Alexandra Radu     | Mihaela Buzărnescu        | 7–5, 1–6, 6–3  |
| 2010 (26 jul.)                          | Jelena Dokić              | Zuzana Ondrášková         | 3–6, 6–1, 7–63 |
| 2010 (19 jul.)                          | Andreea Mitu              | Elora Dabija              | 7–5, 7–5       |
| 2010 (31 mai.)                          | Mădălina Gojnea           | Bianca Hîncu              | 6–2, 6–2       |
| 2010 (17 mai.)                          | Alexandra Cadanțu         | Diana Enache              | 6–2, 6–4       |
| 2009 (20 jul.)                          | Elena Bogdan              | Dia Evtimova              | 6–3, 6–1       |
| 2009 (8 jun.)                           | Elena Bogdan              | Simona Iulia Matei        | 6–4, 6–3       |
| 2009 (1 jun.)                           | Raffaella Bindi           | Benedetta Davato          | 7–610, 6–0     |
| 2009 (11 mai.)                          | Verdiana Verardi          | Elena Bogdan              | 3–6, 7–5, 6–1  |
| 2009 (4 mai.)                           | Andrea Petkovic           | Stefanie Vögele           | 6–3, 6–2       |
| 2008 (25 ago.)                          | Conny Perrin              | Diana Enache              | 6–3, 6–2       |
| 2008 (7 jul.)                           | Elora Dabija              | Ionela Andreea Iova       | 7–5, 6–4       |
| 2008 (16 jun.)                          | Mihaela Buzărnescu        | Federica Di Sarra         | 6–2, 6–2       |
| 2008 (12 mai.)                          | Simona Halep              | Stéphanie Vongsouthi      | 7–64, 6–3      |
| 2008 (5 mai.)                           | Petra Cetkovská           | Sorana Cîrstea            | 7–65, 7–63     |
| 2008 (28 abr.)                          | Simona Halep              | Elena Bogdan              | 6–1, 6–3       |
| 2007 (30 jul.)                          | Sorana Cîrstea            | Alexandra Dulgheru        | 6–4, 6–3       |
| 2007 (9 jul.)                           | Alexandra Cadanțu         | Ioana Gașpar              | 6–2, 6–3       |
| 2007 (25 jun.)                          | Julia Görges              | Dia Evtimova              | 6–0, 6–1       |
| 2007 (18 jun.)                          | María Irigoyen            | Katerina Herth            | 4–6, 6–1, 6–4  |
| 2007 (7 mai.)                           | Simona Halep              | Patricia Mayr-Achleitner  | 6–3, 3–6, 6–2  |
| 2007 (30 abr.)                          | Simona Halep              | Andreea Mitu              | 7–65, 6–0      |
| 2006 (4 set.)                           | Alexandra Cadanțu         | Irina-Camelia Begu        | 6–3, 1–6, 6–3  |
| 2006 (31 jul.)                          | Diana Enache              | Neda Kozić                | 6–3, 2–6, 6–4  |
| 2006 (17 jul.)                          | Vojislava Lukić           | Elisa Peth                | 6–1, 6–0       |
| 2006 (19 jun.)                          | Annamaria Alexandra Sere  | Nadejda Vassileva         | 6–4, 7–5       |
| 2006 (8 mai.)                           | Sorana Cîrstea            | Simona Iulia Matei        | 6–2, 2–6, 7–5  |
| 2006 (1 mai.)                           | Raluca Olaru              | Sorana Cîrstea            | 1–6, 6–4, 6–1  |
| 2005 (29 ago.)                          | Corina Claudia Corduneanu | Maria Penkova             | 6–2, 6–3       |
| 2005 (22 ago.)                          | Simona Iulia Matei        | Diana Enache              | 6–3, 6–0       |
| 2005 (1 ago.)                           | Raluca Olaru              | Mădălina Gojnea           | 7–63, 7–5      |
| 2005 (18 jul.)                          | Raluca Olaru              | Anna Bastrikova           | 6–3, 6–3       |
| 2005 (20 jun.)                          | Ekaterina Lopes           | Corina Claudia Corduneanu | 4–6, 4–3, 7–5  |
| 2005 (13 jun.)                          | Corina Claudia Corduneanu | Mihaela Moldovan          | 6–2, 6–0       |
| 2005 (9 mai.)                           | Alexandra Dulgheru        | Liana Gabriela Ungur      | 6–2, 6–2       |
| 2004 (12 jul.)                          | Petra Novotnikova         | Gabriela Niculescu        | 7–5, 7–65      |
| 2004 (17 mai.)                          | Monica Niculescu          | Simona Iulia Matei        | 6–2, 6–2       |
| 2003 (18 ago.)                          | Antonela Voina-Timmerbeil | Elena Vesnina             | 6–4, 7–64      |
| 2003 (11 ago.)                          | Mădălina Gojnea           | Anna Bastrikova           | 6–0, 6–2       |
| 2002 (26 ago.)                          | Delia Sescioreanu         | Olena Schmeizer           | 6–1, 6–4       |
| 2002 (12 ago.)                          | Monica Niculescu          | Tsvetana Pironkova        | 6–1, 7–64      |
| 2001 (27 ago.)                          | Antonela Voina-Timmerbeil | Jana Macurová             | 3–6, 6–2, 6–2  |
| 2001 (13 ago.)                          | Antonela Voina-Timmerbeil | Liana Gabriela Ungur      | 6–3, 7–5       |
| 2000 (4 set.)                           | Zsófia Gubacsi            | Antoaneta Pandjerova      | 6–3, 6–4       |
| 2000 (21 ago.)                          | Raluca Ciochina           | Adriana Burz              | 6–2, 5–7, 6–4  |
| 2000 (31 jul.)                          | Edina Gallovits           | Raluca Ciochina           | 6–3, 6–3       |
| 1999 (23 ago.)                          | Libuše Průšová            | Zsófia Gubacsi            | 6–1, 6–1       |
| 1999 (16 ago.)                          | Alienor Tricerri          | Sylwia Rynarzewska        | 6–3, 6–0       |
| 1999 (9 ago.)                           | Raluca Ciochina           | Bianca Kamper             | 6–0, 6–1       |
| 1999 (2 ago.)                           | Raluca Ciochina           | Alida Gallovits           | 6–7, 6–2, 6–0  |
| 1998                                    | Anna Földényi             | Bahia Mouhtassine         | 6–4, 6–4       |
| 1997                                    | Amanda Hopmans            | Sandra Klösel             | 4–6, 6–2, 7–5  |

### Duplas
| Ano                                     | Campeãs                                        | Vice-campeãs                               | Resultado           |
| --------------------------------------- | ---------------------------------------------- | ------------------------------------------ | ------------------- |
| 2024 (5 ago.)                           | Ștefani Bojică Mara Gae                        | Ilinca Amariei Linda Ševčíková             | 56–7, 6–3, [10–0]   |
| 2024 (17 jun.)                          | Iva Ivanova Mia Slama                          | Diana Maria Mihail Patricia Maria Țig      | 4–6, 6–2, [10–4]    |
| 2024 (20 mai.)                          | Ștefania Bojică Cara Maria Meșter              | Yoana Konstantinova Kristiana Sidorova     | 0–6, 6–4, [10–8]    |
| 2024 (6 mai.)                           | Naïma Karamoko Stéphanie Visscher              | Iulia Andreea Ionescu Ștefana Lazăr        | 6–4, 6–1            |
| 2023                                    | Ștefania Bojică Mara Gae                       | Ilinca Amariei Linda Ševčíková             | 6–3, 6–4            |
| 2022                                    | Simona Ogescu Mihaela Tsoneva                  | Giorgia Pinto Gaia Squarcialupi            | 6–4, 6–2            |
| Torneio não realizado entre 2021 e 2020 |                                                |                                            |                     |
| 2019                                    | Oana Smaranda Corneanu Oana Gavrilă            | Kristýna Hrabalová Barbora Miklová         | 5–7, 6–4, [10–4]    |
| 2018 (20 ago.)                          | Anna Sisková Natalie Suk                       | Cristina Adamescu Andreea Ghițescu         | 7–5, 6–4            |
| 2018 (9 jul.)                           | Soumeya Anane Elaine Genovese                  | Ioana Gașpar Camelia Hristea               | 6–4, 3–6, [10–2]    |
| 2017 (21 ago.)                          | Oana Georgeta Simion Gabriela Talabă           | Elena Bogdan Elena-Teodora Cadar           | 6–3, 0–6, [12–10]   |
| 2017 (26 jun.)                          | Cristina Ene Alexandra Perper                  | Elena Bogdan Miriam Bianca Bulgaru         | 4–6, 6–3, [10–4]    |
| 2016                                    | Andreea Roșca Gabriela Tătăruș                 | Elena Bogdan Camelia Hristea               | 96–7, 6–2, [10–7]   |
| 2015                                    | Diana Buzean Cristina Dinu                     | Elena-Gabriela Ruse Oana Georgeta Simion   | 6–0, 6–2            |
| 2014 (8 set.)                           | Raluca Ciufrila Andreea Ghițescu               | Ioana Ducu Julia Helbet                    | 26–7, 6–1, [10–7]   |
| 2014 (18 ago.)                          | Raluca Elena Platon Cristina Stancu            | Camelia Hristea Oana Georgeta Simion       | 6–1, 6–1            |
| 2014 (23 jun.)                          | Raluca Elena Platon Cristina Stancu            | Nikola Horáková Anastasia Vdovenco         | 6–0, 6–3            |
| 2013 (19 ago.)                          | Irina Maria Bara Ioana Loredana Roșca          | Raluca Elena Platon Patricia Maria Țig     | 6–4, 6–4            |
| 2013 (17 jun.)                          | Laura Ioana Andrei Raluca Elena Platon         | Raluca Ciufrilă Andreea Ghițescu           | 6–2, 7–62           |
| 2012 (13 ago.)                          | Laura Ioana Andrei Raluca Elena Platon         | Julia Helbet Sofico Kadzhaya               | 3–6, 6–2, [10–5]    |
| 2012 (16 jul.)                          | Irina-Camelia Begu Alizé Cornet                | Elena Bogdan Raluca Olaru                  | 6–2, 6–0            |
| 2011 (22 ago.)                          | Laura Ioana Andrei Camelia Hristea             | Ionela Andreea Iova Andreea Văideanu       | 6–1, 7–5            |
| 2011 (8 ago.)                           | Cristina Dinu Camelia Hristea                  | Alexandra Damaschin Andreea Mitu           | 1–6, 7–66, [10–4]   |
| 2011 (18 jul.)                          | Irina-Camelia Begu Elena Bogdan                | Maria Elena Camerin İpek Şenoğlu           | 16–7, 7–64, [16–14] |
| 2011 (23 mai.)                          | Laura Ioana Andrei Camelia Hristea             | Cecilia Estlander Katharina Negrin         | 7–65, 6–1           |
| 2010 (20 set.)                          | Irina-Camelia Begu Elena Bogdan                | Leticia Costas Eva Fernández Brugués       | 6–1, 6–3            |
| 2010 (16 ago.)                          | Laura Ioana Andrei Mihaela Buzărnescu          | Diana Enache Camelia Hristea               | 6–1, 6–3            |
| 2010 (26 jul.)                          | Irina-Camelia Begu Elena Bogdan                | María Irigoyen Florencia Molinero          | 6–1, 6–1            |
| 2010 (19 jul.)                          | Diana Enache Andreea Mitu                      | Dessislava Mladenova Dalia Zafirova        | 6–3, 6–1            |
| 2010 (31 mai.)                          | Laura Ioana Andrei Mădălina Gojnea             | Elora Dabija Ioana Gașpar                  | 6–2, 6–4            |
| 2010 (17 mai.)                          | Laura Ioana Andrei Mădălina Gojnea             | Diana Enache Andreea Mitu                  | 6–4, 3–6, [10–7]    |
| 2009 (20 jul.)                          | Ioana Gașpar Simona Iulia Matei                | Ionela Andreea Iova Andreea Mitu           | 7–66, 6–1           |
| 2009 (8 jun.)                           | Mihaela Buzărnescu Elora Dabija                | Laura Ioana Andrei Ioana Gașpar            | 1–6, 7–5, [10–5]    |
| 2009 (1 jun.)                           | Laura Ioana Andrei Ioana Gașpar                | Simona Iulia Matei Andreea Mitu            | 6–3, 7–63           |
| 2009 (11 mai.)                          | Laura Ioana Andrei Diana Andreea Gae           | Dessislava Mladenova Dalia Zafirova        | 6–1, 5–7, [14–12]   |
| 2009 (4 mai.)                           | Irina-Camelia Begu Simona Halep                | Julia Görges Sandra Klemenschits           | 2–6, 6–0, [12–10]   |
| 2008 (25 ago.)                          | Laura Ioana Andrei Irina-Camelia Begu          | Lyudmyla Kichenok Nadiia Kichenok          | 6–2, 3–6, [10–6]    |
| 2008 (7 jul.)                           | Irina-Camelia Begu Ioana Gașpar                | Mihaela Fiorina Bunea Gabriela Niculescu   | 4–6, 6–3, [10–3]    |
| 2008 (16 jun.)                          | Laura Ioana Andrei Mihaela Buzărnescu          | Benedetta Davato Valentina Sulpizio        | 6–4, 4–6, [10–6]    |
| 2008 (12 mai.)                          | Klaudia Boczová Romana Tabak                   | Ioana Ivan Vivian Segnini                  | 6–2, 6–0            |
| 2008 (5 mai.)                           | Petra Cetkovská Hana Šromová                   | Sorana Cîrstea Ágnes Szatmári              | 6–4, 7–5            |
| 2008 (28 abr.)                          | Simona Halep Ionela Andreea Iova               | Oksana Khomyk Shona Lee                    | 6–3, 6–1            |
| 2007 (30 jul.)                          | Sorana Cîrstea Ágnes Szatmári                  | Mihaela Buzărnescu Monica Niculescu        | w.o.                |
| 2007 (9 jul.)                           | Andrea Benítez María Irigoyen                  | Melisa Cabrera-Handt Carolina Gago Fuentes | 7–610, 6–1          |
| 2007 (25 jun.)                          | Julia Görges Vojislava Lukić                   | Laura Ioana Andrei Mădălina Gojnea         | 6–2, 6–4            |
| 2007 (18 jun.)                          | Katerina Herth Oksana Uzhylovska               | Maria Luiza Craciun Gabriela Niculescu     | 7–5, 6–3            |
| 2007 (7 mai.)                           | Laura Ioana Andrei Ioana Gașpar                | Raluca Ciulei Diana Enache                 | 6–3, 4–6, 7–5       |
| 2007 (30 abr.)                          | Simona Halep Ionela Andreea Iova               | Laura Ioana Andrei Ioana Gașpar            | 6–4, 2–6, 6–3       |
| 2006 (4 set.)                           | Laura Ioana Andrei Maria Luiza Craciun         | Diana Enache Antonia Xenia Tout            | 6–4, 1–6, 6–3       |
| 2006 (31 jul.)                          | Laura Ioana Andrei Gabriela Niculescu          | Raluca Ciulei Neda Kozić                   | 6–2, 6–1            |
| 2006 (17 jul.)                          | Raluca Ciulei Amina Rakhim                     | Maria Luiza Craciun Ágnes Szatmári         | 6–3, 6–1            |
| 2006 (19 jun.)                          | Gabriela Niculescu Monica Niculescu            | Raluca Ciulei Neda Kozić                   | 6–2, 6–1            |
| 2006 (8 mai.)                           | Gabriela Niculescu Monica Niculescu            | Sorana Cîrstea Diana Enache                | 6–3, 6–0            |
| 2006 (1 mai.)                           | Sorana Cîrstea Gabriela Niculescu              | Simona Iulia Matei Raluca Olaru            | 6–4, 0–6, 7–63      |
| 2005 (29 ago.)                          | Antonia Xenia Tout Emily Webley-Smith          | Corina Claudia Corduneanu Lenore Bodosi    | 6–1, 6–2            |
| 2005 (22 ago.)                          | Corina Claudia Corduneanu Ágnes Szatmári       | Maja Petrovic Emily Webley-Smith           | 6–0, 6–0            |
| 2005 (1 ago.)                           | Corina Claudia Corduneanu Raluca Olaru         | Bianca Ioana Bonifate Sorana Cîrstea       | 6–1, 6–1            |
| 2005 (18 jul.)                          | Mădălina Gojnea Gabriela Niculescu             | Ágnes Szatmári Oksana Uzhylovska           | 6–3, 6–2            |
| 2005 (20 jun.)                          | Corina Claudia Corduneanu Gabriela Niculescu   | Ekaterina Lopes Elena Chalova              | 6–2, 6–4            |
| 2005 (13 jun.)                          | Corina Claudia Corduneanu Diana Enache         | Alexandra Dulgheru Mihaela Moldovan        | 2–2, ab.            |
| 2005 (9 mai.)                           | Bianca Ioana Bonifate Mădălina Gojnea          | Asimina Kaplani Anna Koumantou             | 6–2, 7–63           |
| 2004 (12 jul.)                          | Mădălina Gojnea Monica Niculescu               | Liana Gabriela Ungur Iris Ichim            | 6–4, 6–1            |
| 2004 (17 mai.)                          | Gabriela Niculescu Monica Niculescu            | Lenore Bodosi Andra Iulia Savu             | 6–4, 6–2            |
| 2003 (18 ago.)                          | Anna Bastrikova Elena Vesnina                  | Nicole Clerico Irina Smirnova              | 6–1, 6–1            |
| 2003 (11 ago.)                          | Anna Bastrikova Elena Vesnina                  | Gabriela Niculescu Monica Niculescu        | 6–4, 6–4            |
| 2002 (26 ago.)                          | Gabriela Niculescu Monica Niculescu            | Iveta Gerlova Nina Nittinger               | 6–2, 6–2            |
| 2002 (12 ago.)                          | Radoslava Topalova Virginia Trifonova          | Gabriela Niculescu Monica Niculescu        | 6–4, 3–6, 6–3       |
| 2001 (27 ago.)                          | Yuliana Fedak Galina Voskoboeva                | Adriana Burz Sanja Todorovic               | 6–4, 6–0            |
| 2001 (13 ago.)                          | Olena Schmeizer Yuliana Fedak                  | Yevgenia Savranska Galina Voskoboeva       | 4–6, 6–1, 6–4       |
| 2000 (4 set.)                           | Antoaneta Pandjerova Desislava Topalova        | Katarina Mišić Marketa Kochta              | 6–4, 6–2            |
| 2000 (21 ago.)                          | Dominika Luzarová Veronika Raimrová            | Mihaela Moldovan Alexandra Orasanu         | 2–6, 7–5, 7–5       |
| 2000 (31 jul.)                          | Liana Gabriela Ungur Edina Gallovits           | Zuzana Kučová Dominika Luzarová            | 7–5, 4–0, ab.       |
| 1999 (23 ago.)                          | Lourdes Domínguez Lino Anabel Medina Garrigues | Nadejda Ostrovskaya Zuzana Valekova        | 7–5, 6–2            |
| 1999 (16 ago.)                          | Marina Lazarovska Mihaela Moldovan             | Ioana Gașpar Carmen Raluca Tibuleac        | 3–2, ab.            |
| 1999 (9 ago.)                           | Satomi Kinjo Remi Tezuka                       | Marina Petrovic Veronica Sartini           | 4–6, 7–5, 7–6       |
| 1999 (2 ago.)                           | Marina Lazarovska Mihaela Moldovan             | Raluca Ciochina Adriana Mingireanu         | 6–1, 6–2            |
| 1998                                    | Rosa María Andrés Rodríguez Eva Bes Ostáriz    | Lenka Cenková Karin Kschwendt              | 4–6, 7–6, 6–0       |
| 1997                                    | Virág Csurgó Janette Husárová                  | Olga Glouschenko Tatiana Poutchek          | 6–0, 6–0            |